# Dom van Maagdenburg
De Dom van Maagdenburg (Dom St. Mauritius und Katharina) is de voornaamste kerk van de Duitse stad Maagdenburg en een van de oudste gotische bouwwerken in Duitsland. Tot 1567 was het de bisschoppelijke kerk van een door keizer Otto I gesticht bisdom, dat al in 968 tot aartsbisdom Maagdenburg werd verheven. De keizer, die met zijn gemalin Editha van Wessex in 937 ook de abdij stichtte die aan bouw van de dom voorafging, ligt er ook begraven. De huidige kerk werd tussen 1209 en 1520 gebouwd. De dom was evenals de abdij oorspronkelijk gewijd aan Sint-Mauritius, maar heeft sinds 1363 een dubbelpatronaat. Het gebouw is in gebruik bij de Evangelisch-Lutherse Domgemeente.
De dom van Maagdenburg is de grootste kerk in Oost-Duitsland en de torens behoren er met hun 99,25 (zuidtoren) en 100,98 meter tot de hoogste. De klokken hangen vanwege de steviger ondergrond in de noordtoren.

## Bouwgeschiedenis
De bouw van de huidige dom begon in 1209, nadat zijn voorganger in 1207 door brand was verwoest. Daarbij ging ook de keizerlijke palts verloren. Van de oorspronkelijke kerk resteren alleen de zuidmuur van de kloostergang en de crypte. Het oudste gedeelte van de nieuwe kerk is het koor, waarvan de oudste delen laat-romaans zijn. De beide westtorens werden in 1520 als laatste voltooid.
De dom leed in de Tweede Wereldoorlog relatief weinig schade, al gingen door luchtbombardementen alle vensters en ook het orgel verloren. Sinds mei 2008 heeft de dom een nieuw hoofdorgel.

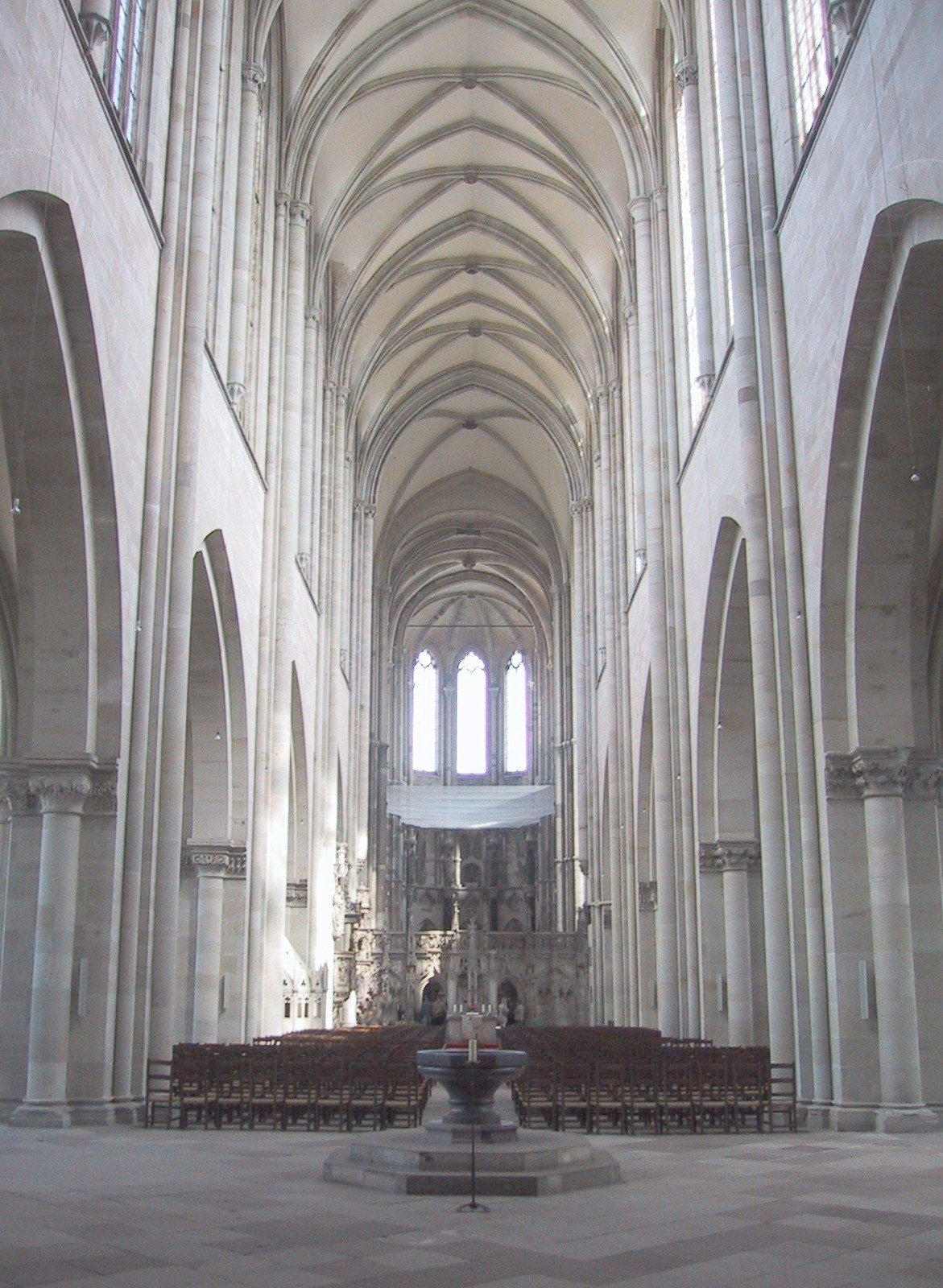
Interieur
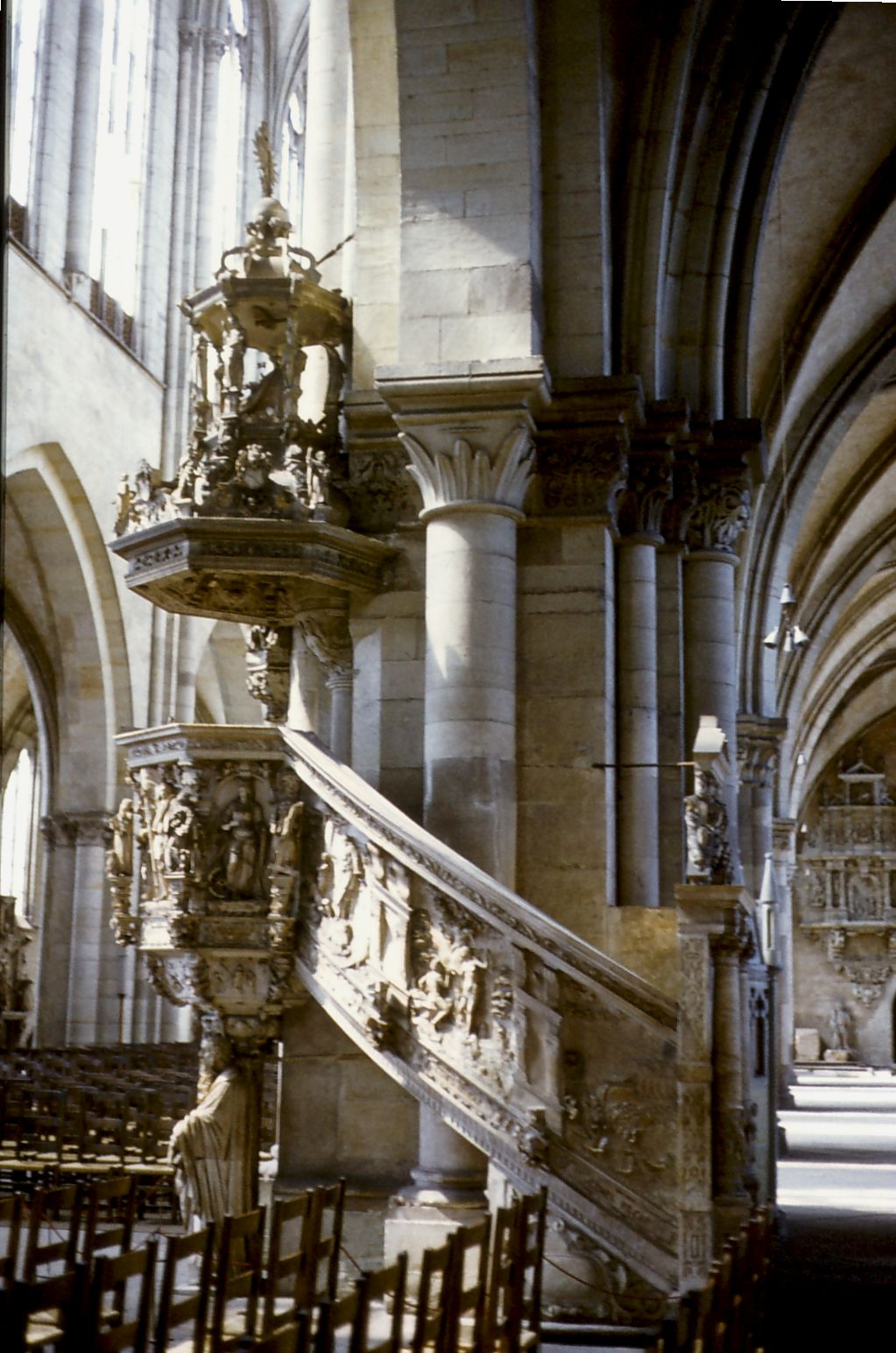
Preekstoel (1595-97)
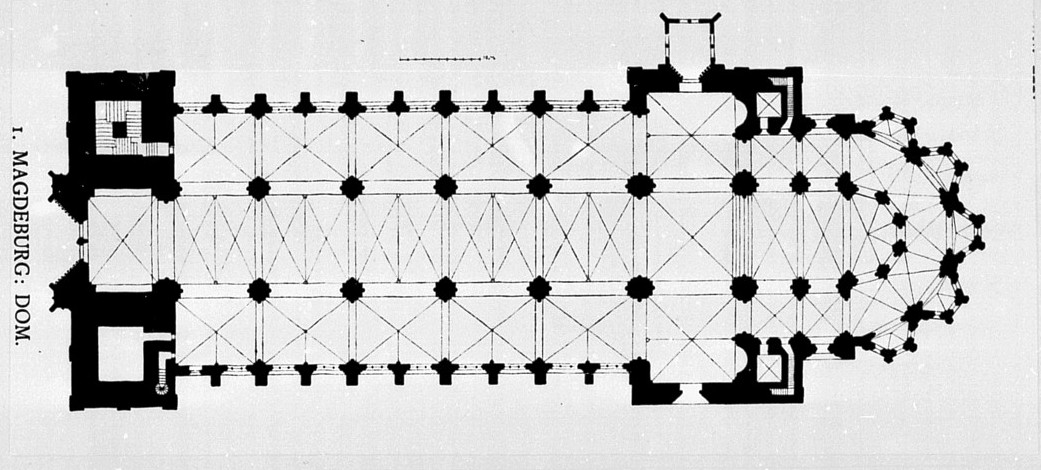
Plattegrond